# Сусаніно (Ульчський район)
Суса́ніно (рос. Сусанино) — село у складі Ульчського району Хабаровського краю, Росія. Адміністративний центр Сусанінського сільського поселення.

## Населення
Населення — 845 осіб (2010; 883 у 2002).
Національний склад (станом на 2002 рік):
- росіяни — 87 %